# Антоан Николов
Антоан Николов български политик и бизнесмен.
Той е председател на Столичния общински съвет (СОС) в периода 1997 – 2003 г. Член е на Националния изпълнителен съвет на СДС и заместник-председател на СДС в София. Председател е на Съвета на директорите на „Булгаргаз“ ЕАД (1998 – 2001) и на „Компания за луксозни хотели“ АД, реализирала хотел „Хилтън“.Между 2006 и 2023 г. е собственик на винарна „Магура“ в община Белоградчик. От 1997 г. е председател на УС на фондация „Интелектуални проекти“.

## Кариера
Започва политическа дейност след промените през ноември 1989 г., като студент по право в СУ „Св. Климент Охридски“ и в родния си квартал Бояна. В рода му по традиция има привърженици на БЗНС –Никола Петков, но Антоан Николов се включва в политиката с БСДП на д-р Петър Дертлиев в коалицията Съюз на демократичните сили (СДС).Общински съветник от 1990 г. Първият мандат на управлението на СДС в София е белязан със сериозен конфликт между мнозинството в Столичния общински съвет и кмета Александър Янчулев.https://www.168chasa.bg/article/16059259. Основна движеща сила на промените е мнозинството на СДС в Столичния общински съвет, което изработва и приема важните решения, свързани с управлението на общината и общинската собственост. Антоан Николов взема участие в подготовката и приемането на всички важни решения на СОС. През  1997 г. е избран за председател на СОС. Под негово ръководство общинският съвет приема редица решения, свързани с финансовото стабилизиране на общината след хиперинфлацията и банковите фалити през 1996 –1997 г. Създават се основните финансови институции на СО: Общинска банка, Общинска застрахователна компания, Столичната общинска агенция за приватизация, Специализираният общински приватизационен фонд, който инвестира за общински дейности средствата от приватизацията. Изтеглен е първият в страната еврооблигационен заем, инвестиран за подобряване на инфраструктурата на града, вкл. възобновяване строителството на метрото. Основана е общинска охранителна фирма „Егида“ за охрана и стопанисване на общински обекти и подлезите в столицата.
След спечелване на местните избори в София през 1999 г. от кмета Стефан Софиянски и с абсорютно мнозинство на СДС в общинския съвет, Антоан Николов отново е избран за председател. През мандата 1999 – 2003 г. основни акценти в работата на СОС са стимулирането на гражданското участие в местното самоуправление чрез публичност на заседанията на Столичния общински съвет и изработване и приемане на основните Наредби на СОС: за реда за придобиване и разпореждане с общинска собственост, за търговска дейност на територията на Столична община, за зелените системи, за определяне на цените на местните административни услуги, за изграждане на общодостъпна среда и др. Тази нормативна база подпомага дейността на други общини в страната. Осъществява се програмата за приватизация на общинската собственост, привличат се чужди инвеститори, сред които „Хилтън“ и болница „Токуда“ – първата частна болница с чуждо финансиране в страната, и други.
След като СДС губи парламентарните избори през 2001 г. и на власт идва правителството на Симеон Сакскобургготски (НДСВ), в СДС започват процеси на вътрешни противоречия и разцепление. Свои партии основават Стефан Софиянски (Съюз на свободните демократи, ССД) и Евгений Бакърджиев(Българска партия радикали). През юли 2003 г. Антоан Николов се оттегля от СДС,“ разочарован и огорчен от безкрайните и безпринципни задкулисни борби“.
Между 1998 и 2002 г., като председател на СД на „Булгаргаз“ Антоан Николов участва в преговорите с „Газпром“ след кризата през 1996/97 г., довели до сключване на 10-годишен договор за доставка на газ. („Предлагаме ново газово споразумение на Москва“, в. „Стандарт“, 20.03. 1998 г.)  Той е сред малкото официални лица, които присъстват на подписването на договорите с “Газпром”.. Благодарение на този договор, заменил изтеклата Ямбургска спогодба между България и бившия СССР, „Булгаргаз“ ЕАД получава природен газ на изгодни цени, които му позволяват да работи с печалба, защото предприятията, включително топлофикационните дружества, вече не са затруднени да си плащат. Всички последващи договори за доставка на природен газ (напр. „големият шлем“ на президента Първанов от 2008 г.) са сключени при по-неизгодни условия. 
Работи като консултант, преподавал е „Практики на местното самоуправление“ в Нов български университет. Като привърженик на частната инициатива, Антоан Николов започва собствен бизнес още през 1990 г. като съсобственик  в един от първите частни ресторанти в Бояна, където семейството му има подлежащи на реституция имоти. От 2004 г, след оттеглянето си от политиката, той осъществява консултантска и предприемаческа дейност. Между 2006 и 2023 г. е собственик на винарна „Магура“ в община Белоградчик. През този период се извършва технологична модернизация на предприятието, създават се собствените масиви от лозя, развиват се маркетинговата и търговската дейност, а винарната печели престижни награди от международни конкурси.
Антоан Николов  е ангажиран и с редица инициативи в подкрепа на развитието на Северозапада. Между 2020 и 2023 г. е регионален представител на КРИБ за област Видин. Винарна „Магура“ е постоянен спонсор на организирания от Софийската опера в Белоградчик фестивал „Опера на  върховете“

## Семейство
Роден през 1967 г. в семейството на Евдокия Толева и Димитър Николов, има по-малка сестра Десислава.
С жена си Елица имат син Александър и дъщеря Евелина.

## Образование
Завършил е право в СУ „Св. Климент Охридски“.

## Обществена дейност
От 1997 г. е председател на УС на фондация „Интелектуални проекти“, която подпомага възстановяването и съхраняването на българското културно – историческо наследство и паметниците на културата. Сред по-важните проекти са: цялостната реставрация на стенописите в църквата Преображение Господне в Преображенския манастир, включително стенописът „Колелото на живота“. С дарения на фондацията е ремонтиран римски мост „Долната киприя“ съвместно с Асоциация за антропология, етнология и фолклористика „Онгъл“. 
Фондацията оказа финансова помощ на издателство „Литературен форум“, подпомага издаването на сборник с разкази и спомени от и за Ивайло Петров със заглавие „Преди и след“. С финансовата подкрепа на фондацията е издадена книгата „История на село Борово и Кръстова гора“ с автор Игнат Бедров, посветена на 100-годишнината от повторното заселване на село Борово през 1903 г. Фондацията е спонсор на конкурса за фотожурналистика „Шаварш Артин“.